# Extrema Ratio
 (avril 2020).
Si vous disposez d'ouvrages ou d'articles de référence ou si vous connaissez des sites web de qualité traitant du thème abordé ici, merci de compléter l'article en donnant les références utiles à sa vérifiabilité et en les liant à la section « Notes et références ».

Extrema ratio est une entreprise italienne spécialisée dans la coutellerie. Basée à Prato, elle produit depuis 1997 des couteaux, des baïonnettes et des machettes.

## Histoire
Extrema ratio remporte le marché des baïonnettes remplaçant le modèle F1 dans le cadre du programme FELIN de l'armée française.